# 鲜花盛开的村庄
《鲜花盛开的村庄》，是朝鲜于1970年制作的黑白劇情片，由金英浩執導，方民和金龙麟主演。本片采用倒叙的方式，由一名去现代化农庄的记者的采访展开，讲述一个朝鲜社会主义新农庄的发展故事。

## 剧情简介
在朝鲜某农村，民青组织（合作农场）下属的各个作业班开展劳动竞赛，生产进行的热火朝天。社员炳基却好逸恶劳，经常在田里睡觉躲避劳动。他好高骛远，觉得在农村浪费青春，去城市进工厂才有前途，所以怨天尤人，民青组织图书管理员的工作也敷衍了事。而炳基的父亲每日勤劳干活，但残存过去的小农思想，专心经营自己的私产，缺乏集体意识。
全片主要讲述了在炳基当兵复员回来的哥哥炳哲，以及民青组织领导团队的启发，帮助和教育下，两人改过自新，接受了先进思想的故事。故事结尾，炳哲当了合作农场的副委员长，炳基做了机械化队队长，新农村一片欣欣向荣，幼儿园的孩子们像鲜花一样成长。

## 主题曲
电影同名主题曲《鲜花盛开的村庄》，朴英焕作词、全昌日作曲。这首歌在随电影传入中国大陸后，被原籍沈阳的知青重新填词改编为《沈阳啊沈阳，我的故乡》，也被看做是沈阳市非官方“市歌”。歌词有多个版本，据称现在流传的歌词是由曾任辽宁省省长的李长春创作。

## 外部連結
- 互联网电影数据库（IMDb）上《鲜花盛开的村庄》的资料（英文）
- 豆瓣电影上《鲜花盛开的村庄》的資料 （简体中文）